# Alvinczi Péter (bíró)
Alvinczi Péter (borbereki) (? – Borberek, 1701. február 26.) nádori bíró, az erdélyi fejedelmi birtokok és adójövedelmek főfelügyelője, fejedelmi táblabíró.

## Élete
Alvinczi Péter (1570–1634) református hitvitázó unokája volt. 1681. június 10-én  nádori bíróként említik a törvényekben. 1681-ben főszerepe volt a „jus ligatum” eltöröltetésében. 1684-ben tizedbérlői állomásáról lemondva, élete végéig bírói minőségben dolgozott.  Végrendeletét 1699. november 25-én Küküllőgálfalván írta. A temetésén Váralyai Dániel szászvárosi első pap búcsúztatta.
Verestói György második Werbőczy Istvánnak, vagy magyar Lükurgosznak nevezi. Erdélynek a Habsburg-ház fennhatósága alá adásakor sokáig időzött az udvarnál az okiratok szerkesztése miatt. Alvinczy ezek alapján készítette el 23 pontból álló első Emlékiratát, mely 1692. szeptember 3-án lett beadva. Ezt követte 1693. január 3-án jelentősen megrövidített második; majd  március 14-én az elsőnél nem rövidebb harmadik, melyekre a felség által adott feleletek, együttes néven, Erdély diplomatikájában és törvényhozási történetében Alvinczi-féle királyi határozatok (Alvincziana resolutio) néven ismertek.
Az Aranka-gyűjteményből gróf Mikó Imre ajándékából az Erdélyi Múzeum-Egyesület birtokába jutott az Erdély visszacsatolására vonatkozó gyűjteménye, melyet a Magyar Tudományos Akadémia „Monumenta Hungariae Historica Diplomatarium"-a XIV. és XV. köteteiben adott ki:
„Diplomatarium Alvinczianum". Alvinczi Péter okmánytára (1685–1688.) Közzé tette Szilágyi Sándor. Két kötet Pest, 1870. I.II. Ennek folytatása, a III. kötet. 1887-ben jelent meg Gergely Samu és Pettkó Béla szerkesztésében. III.